# ドミトリー・ガルブゾフ
ドミトリ・ザルマノヴィッチ・ガルブゾフ（Дмитрий Залманович Гарбузов、1940年10月27日 - 2006年8月20日）は、ソビエト連邦、ロシア連邦の半導体工学者。

## 来歴
ソビエト連邦スベルドロフスク出身で1962年にレニングラード州立大学の物理学科を卒業した。1964年にヨッフェ物理学技術研究所で大学院生としてジョレス・アルフョーロフ達と半導体のヘテロ結合に関して研究した。1970年には室温での半導体レーザーの連続発振に成功した。1991年にロシア科学アカデミーの会員になった。
1979年に彼はヨッフェ物理学技術研究所の半導体発光と注入放射研究所の責任者に就任してInGaAsPを用いる素子の研究を進め、赤色半導体レーザーを開発した。
1990年代初頭に混迷状態のロシアからドイツへ移り、更にアメリカへ渡りPrinceton Lightwave, Inc.を設立した。半導体レーザーの高出力化において優れた業績を挙げた。
1972年にはレーニン賞、1987年にはソビエト国家賞、1992年にはフンボルト賞が授与された。